# Bò Kalmykia
Bò Kalmyk (tiếng Nga: Калмыцкая, Kalmyckaja) là một giống bò thịt có nguồn gốc ở Mông Cổ và Tây Bắc Trung Quốc. Giống bò này được đưa đến Tây Nam Nga bằng cách di cư các bộ lạc Kalmyk vào đầu thế kỷ XVII. Chúng hiện đang được tìm thấy ở khu vực Trung Á và miền Nam nước Nga trên các đồng cỏ thảo nguyên khô.
Bò giống này có kích thước khá nhỏ, có trọng lượng khoảng 420 đến 500 kg đối với bò cái và bò đực nặng hơn, có trọng lượng từ 750 đến 850 kg.

## Thịt bò
Thịt bò được sản xuất bởi giống Kalmyk, có đặc tính hương vị đặc biệt, đặc biệt là dùng để nấu nướng. Nhiều nhà nghiên cứu đã lưu ý rằng không đủ cơ bắp ở phần phía sau của thân thịt của các giống vật nuôi Kalmyk. Đó là do điều kiện sống của giống bò này: chúng phải đi bộ hàng chục kilômét một ngày để tìm kiếm nước và thức ăn. Nhiều nghiên cứu trong lĩnh vực lai giống bò Kalmyk với Hereford, Angus, Shorthorn và các giống bò thịt và bò sữa khác đã không mang lại bất kỳ kết quả đáng kể nào trong quá khứ cũng như trong hiện tại. Việc lai giống chỉ dẫn đến giảm khả năng thích ứng với các yếu tố môi trường khắc nghiệt. Do đó, cách hiệu quả nhất để lai tạo gia súc Kalmyk là để giống bò này ở trạng thái thuần chủng, và môi trường tốt nhất cho nó là thảo nguyên.